# Article 15 du traité sur l'Union européenne
 (décembre 2016).
Si vous disposez d'ouvrages ou d'articles de référence ou si vous connaissez des sites web de qualité traitant du thème abordé ici, merci de compléter l'article en donnant les références utiles à sa vérifiabilité et en les liant à la section « Notes et références ».
L’article 15 du traité sur l'Union européenne fait partie du Titre III : « Dispositions relatives aux institutions ».

## Disposition
L'article 15 dispose :

« 1. Le Conseil européen donne à l'Union les impulsions nécessaires à son développement et en définit les orientations et les priorités politiques générales. Il n'exerce pas de fonction législative.
2. Le Conseil européen est composé des chefs d'État ou de gouvernement des États membres, ainsi que de son président et du président de la Commission. Le haut représentant de l'Union pour les affaires étrangères et la politique de sécurité participe à ses travaux.
3. Le Conseil européen se réunit deux fois par semestre sur convocation de son président. Lorsque l'ordre du jour l'exige, les membres du Conseil européen peuvent décider d'être assistés chacun par un ministre et, en ce qui concerne le président de la Commission, par un membre de la Commission. Lorsque la situation l'exige, le président convoque une réunion extraordinaire du Conseil européen.
4. Le Conseil européen se prononce par consensus, sauf dans les cas où les traités en disposent autrement.
5. Le Conseil européen élit son président à la majorité qualifiée pour une durée de deux ans et demi, renouvelable une fois. En cas d'empêchement ou de faute grave, le Conseil européen peut mettre fin à son mandat selon la même procédure.
6. Le président du Conseil européen:
a) préside et anime les travaux du Conseil européen;
b) assure la préparation et la continuité des travaux du Conseil européen en coopération avec le président de la Commission, et sur la base des travaux du Conseil des affaires générales;
c) œuvre pour faciliter la cohésion et le consensus au sein du Conseil européen;
d) présente au Parlement européen un rapport à la suite de chacune des réunions du Conseil européen.
Le président du Conseil européen assure, à son niveau et en sa qualité, la représentation extérieure de l'Union pour les matières relevant de la politique étrangère et de sécurité commune, sans préjudice des attributions du haut représentant de l'Union pour les affaires étrangères et la politique de sécurité.
Le président du Conseil européen ne peut pas exercer de mandat national. »